# Konstantin Lwowsky
Konstantin Lwowsky (* 13. Januar 1974) ist ein deutscher Basketballtrainer und -funktionär.

## Laufbahn
Lwowsky begann seine Laufbahn als Basketballtrainer im Jahr 1993 im Nachwuchsbereich des TuS Lichterfelde. 2000, 2002 und 2004 gewann „TuSLi“ unter seiner Leitung die deutsche Jugendmeisterschaft. Darüber hinaus betreute Lwowsky, der die Fächer Deutsch und Sport für das Lehramt studierte, Auswahlmannschaften des Berliner Basketballverbandes sowie die Herrenmannschaft des TuS Lichterfelde in der 2. Basketball-Bundesliga. 2005 wurde er als Co-Trainer Mitglied des Stabes des Bundesligisten Alba Berlin.
2011 übernahm er das Cheftraineramt bei Alba U16-Jugendmannschaft in der JBBL, im Juni 2013 wurde er Sportlicher Leiter der Alba-Jugend, war damit mitverantwortlich für die strategische und konzeptionelle Ausrichtung des Nachwuchsleistungsbereiches des Berliner Vereins und trainierte im Rahmen dieser Aufgabe zudem Alba zweite Herrenmannschaft sowie die U19-Mannschaft in der NBBL. 2014 gewann Albas U19 unter Lwowsky als Trainer den NBBL-Meistertitel. 2017 wurde er als „NBBL-Trainer des Jahres“ ausgezeichnet, nachdem er die U19 des Vereins ins Halbfinale um die deutsche Meisterschaft geführt hatte.
In der Sommerpause 2017 wechselte Lwowsky als Sportlicher Leiter zum Zweitligisten Chemnitz und fungierte dort fortan als Bindeglied zwischen Jugend- und Profibereich. 2020 gelang mit Chemnitz der Aufstieg in die Basketball-Bundesliga. Er beendete 2020 seine Amtszeit in Chemnitz und trat in Berlin eine Lehrerstelle für Deutsch und Sport an. Er war Mitglied des Prüfungsausschusses der Nachwuchstrainerausbildung der Basketball-Bundesliga. Er wurde Assistenztrainer beim Regionalligisten BG 2000 Berlin, am 1. April 2023 trat er bei der Jugend-Spielgemeinschaft Berlin Braves Baskets (NBBL), an der auch die BG 2000 Berlin beteiligt ist, das Amt des Sportlichen Leiters an.